# Гложане (Свилајнац)
Гложане је насеље у Србији у општини Свилајнац у Поморавском округу. Према попису из 2022. има 671 становника (према попису из 2011. било је 936 становника).
Овде се налазе Стара црква у Гложану, Запис Марјановића крушка (Гложане), Запис Алексића трешња (Гложане), Запис Алексића крушка (Гложане) и Запис липа код цркве (Гложане).

## Демографија
У насељу Гложане живи 851 пунолетни становник, а просечна старост становништва износи 46,8 година (45,2 код мушкараца и 48,3 код жена). У насељу има 328 домаћинстава, а просечан број чланова по домаћинству је 3,10.
Ово насеље је великим делом насељено Србима (према попису из 2002. године), а у последња три пописа, примећен је пад у броју становника.
|  |

| Демографија | Демографија | Демографија |
| Година      | Становника  | Становника  |
| ----------- | ----------- | ----------- |
| 1948.       | 1.911       |             |
| 1953.       | 1.944       |             |
| 1961.       | 1.814       |             |
| 1971.       | 1.732       |             |
| 1981.       | 1.630       |             |
| 1991.       | 1.427       | 1.143       |
| 2002.       | 1.017       | 1.325       |
| 2011.       | 936         |             |
| 2022.       | 671         |             |

| Етнички састав према попису из 2002.‍ | Етнички састав према попису из 2002.‍ | Етнички састав према попису из 2002.‍ | Етнички састав према попису из 2002.‍ | Етнички састав према попису из 2002.‍ |
| ------------------------------------ | ------------------------------------ | ------------------------------------ | ------------------------------------ | ------------------------------------ |
|                                      |                                      |                                      |                                      |                                      |
| Срби                                 | Срби                                 |                                      | 998                                  | 98,13%                               |
| Румуни                               | Румуни                               |                                      | 1                                    | 0,09%                                |
| Бугари                               | Бугари                               |                                      | 1                                    | 0,09%                                |
| непознато                            | непознато                            |                                      | 17                                   | 1,67%                                |

| Година пописа     | 1948. | 1953. | 1961. | 1971. | 1981. | 1991. | 2002. |
| ----------------- | ----- | ----- | ----- | ----- | ----- | ----- | ----- |
| Број домаћинстава | 455   | 466   | 452   | 446   | 421   | 393   | 328   |

| Број чланова      | 1  | 2  | 3  | 4  | 5  | 6  | 7 | 8 | 9 | 10 и више | Просек |
| ----------------- | -- | -- | -- | -- | -- | -- | - | - | - | --------- | ------ |
| Број домаћинстава | 86 | 84 | 43 | 35 | 30 | 30 | 6 | 8 | 3 | 3         | 3,10   |

| Пол    | Укупно | Неожењен/Неудата | Ожењен/Удата | Удовац/Удовица | Разведен/Разведена | Непознато |
| ------ | ------ | ---------------- | ------------ | -------------- | ------------------ | --------- |
| Мушки  | 430    | 113              | 262          | 34             | 15                 | 6         |
| Женски | 447    | 66               | 258          | 103            | 17                 | 3         |
| УКУПНО | 877    | 179              | 520          | 137            | 32                 | 9         |

| Пол    | Укупно                    | Пољопривреда, лов и шумарство | Рибарство                            | Вађење руде и камена | Прерађивачка индустрија       |
| ------ | ------------------------- | ----------------------------- | ------------------------------------ | -------------------- | ----------------------------- |
| Мушки  | 241                       | 168                           | 0                                    | 0                    | 17                            |
| Женски | 152                       | 112                           | 0                                    | 0                    | 9                             |
| УКУПНО | 393                       | 280                           | 0                                    | 0                    | 26                            |
| Пол    | Производња и снабдевање   | Грађевинарство                | Трговина                             | Хотели и ресторани   | Саобраћај, складиштење и везе |
| Мушки  | 8                         | 0                             | 16                                   | 3                    | 4                             |
| Женски | 1                         | 0                             | 13                                   | 1                    | 1                             |
| УКУПНО | 9                         | 0                             | 29                                   | 4                    | 5                             |
| Пол    | Финансијско посредовање   | Некретнине                    | Државна управа и одбрана             | Образовање           | Здравствени и социјални рад   |
| Мушки  | 0                         | 0                             | 2                                    | 3                    | 1                             |
| Женски | 0                         | 0                             | 2                                    | 3                    | 4                             |
| УКУПНО | 0                         | 0                             | 4                                    | 6                    | 5                             |
| Пол    | Остале услужне активности | Приватна домаћинства          | Екстериторијалне организације и тела | Непознато            | Непознато                     |
| Мушки  | 0                         | 0                             | 0                                    | 19                   | 19                            |
| Женски | 0                         | 0                             | 0                                    | 6                    | 6                             |
| УКУПНО | 0                         | 0                             | 0                                    | 25                   | 25                            |